# Martinengo (famiglia)
I Martinengo (o da Martinengo e de Martinengo) sono una nobile famiglia bresciana,  la cui origine deriva probabilmente dai longobardi conti di Martinengo, in provincia di Bergamo.
Abbandonata la bergamasca nel XII secolo si trasferirono a Brescia dapprima come vassalli del vescovo, poi divennero potenti feudatari, famosi come condottieri al servizio di Ducato di Milano e della Serenissima. Furono sicuramente la più importante e gloriosa famiglia bresciana.
La famiglia si divise dalla fine del XIV secolo in varî rami ed ebbe il massimo splendore nel Cinquecento.
Alcuni componenti si stabilirono anche a Calepio, al confine con Brescia e a Cortenuova, dove edificarono un castello.
Attualmente risultano ancora in essere i rami Martinengo Cesaresco, Martinengo Villagana e Medolago Albani Martinengo Villagana.

## L'origine dei rami cadetti
Capostipite della famiglia sarebbe Lanfranco de Martinengo citato nel 1023 e 1032 in molti documenti negli archivi di Bergamo e Brescia, come appartenente la famiglia Ghisalbertini, conti di Bergamo. Forse figlio di Lanfranco II, ma questo non è accettato da tutti gli storici. Il documento conservato nell'Archivio Diocesano di Bergamo, del 23 ottobre 1023 indicherebbe: de Martinengo filius quondam itemque Lanfranci comes.
Dopo la morte dei fratelli Prevosto, Girardo ed Antonio Martinengo nel 1421 i loro figli ed eredi si riunirono alla presenza del notaio Giacomo Zanuti di Orzinuovi, nel castello di Villachiara (Castro fortilicii de Villa Clara) per la divisione dei possedimenti famigliari.
Le divisioni furono così spartite: ai figli di Prevosto toccarono il castello di Urago d'Oglio, ed i fondi di Chiari, Farfengo, Pontoglio, Padernello, Roccafranca e Rudiano. Da questo tronco derivano i rami dei Martinengo da Barco, Martinengo delle Palle, Martinengo di Padernello o della Fabbrica ed i Martinengo della Pallata.
Agli eredi di Girardo vennero assegnati i possedimenti di Orzinuovi, Oriano, Patrina, Fogoline (Corzano) e Pompiano. Da essi derivano i rami dei Martinengo conti Palatini, Martinengo Colleoni, Martinengo Cadivilla (Orzivecchi) e Martinengo Cesaresco.
Ai figli di Antonio, che erano Bartolomeo I, Taddeo e Carlo, vennero assegnati i possedimenti di Villachiara con Villagana, la Motella, Quinzano e Castelletto di Quinzano, le case, boschi e fondi di Orzinuovi ed il Palazzo a Brescia con i relativi orti e giardini circostanti porta Sant'Agata.
Da Bartolomeo I derivano i rami dei Martinengo di Villachiara , Martinengo di Villagana.
Da Taddeo I i Martinengo della Motella.

## I rami della famiglia

Stemma dei Martinengo-Colleoni

- Martinengo da Barco (estinto nel 1884)
- Martinengo delle Palle
- Martinengo di Padernello o della Fabbrica[7]
- Martinengo della Pallata
- Martinengo conti Palatini
- Martinengo Colleoni (dal condottiero Bartolomeo Colleoni)
- Martinengo di Cadivilla (feudo di Orzivecchi)
- Martinengo Cesaresco (capostipite Cesare I Martinengo)
- Martinengo di Villachiara (estinto nel 1670)
- Martinengo di Villagana (da Bartolomeno I)
- Martinengo della Motella
- Martinengo di Erbusco
- Martinengo di Zante (Grecia)[8]

## Personaggi illustri

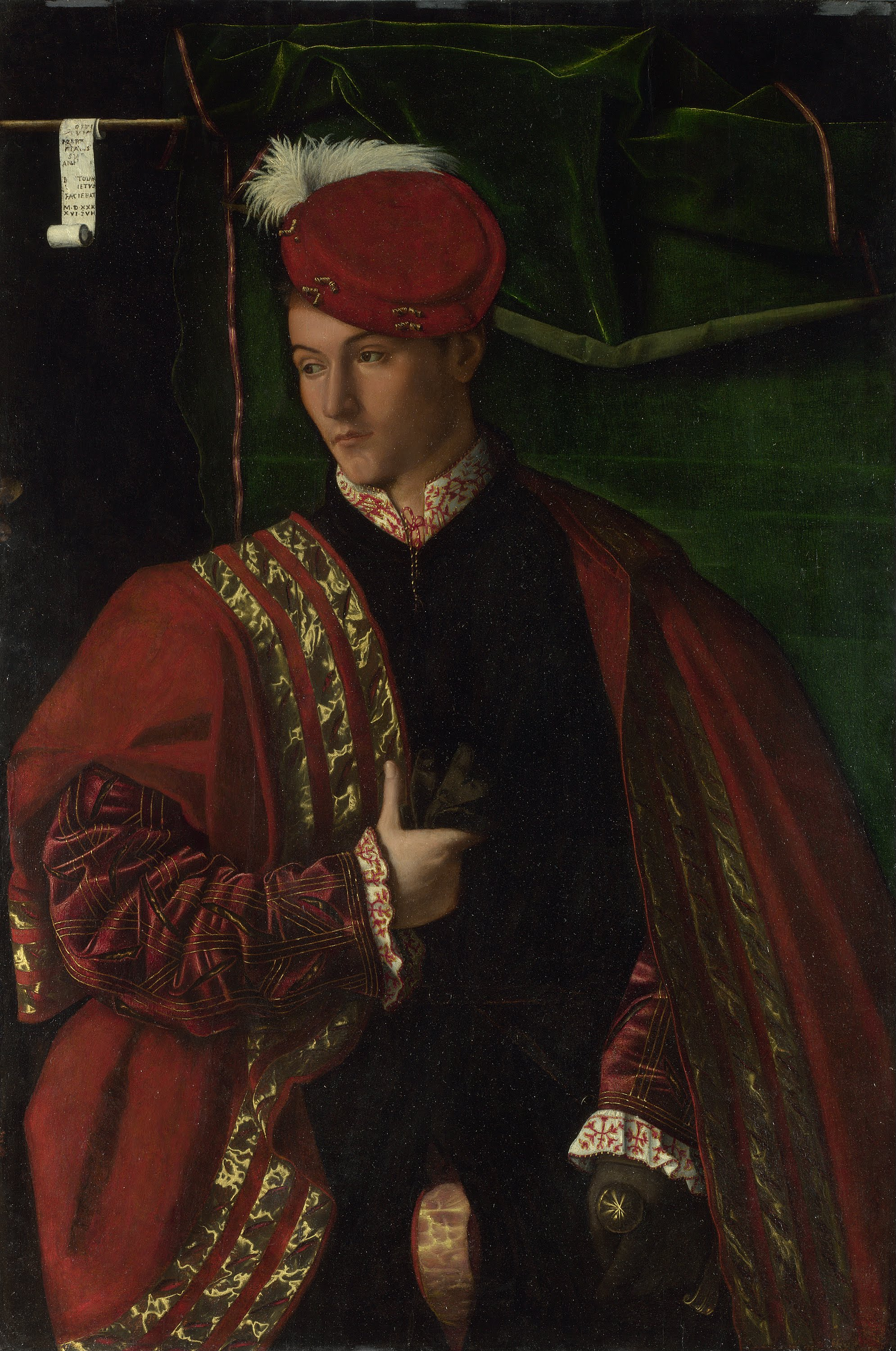
Bartolomeo Veneto, Ritratto di Lodovico Martinengo, 1530 (o 1546)

- Lanfranco de Martinengo (XI secolo), fondatore della famiglia.
- Corrado Martinengo (XIII secolo), nel 1231 fu podestà di Bovegno.
- Laudarengo Martinengo (XIII secolo), podestà di Mantova, nel 1227 fece erigere nella città il palazzo del Broletto.[9]
- Gerardo Martinengo (XIV secolo), condottiero.
- Leonardo Martinengo (?-1439), condottiero, padre di Tisbe e suocero di Bartolomeo Colleoni.[10]
- Cesare I Martinengo (1390?-1460/1461), condottiero, conte di Orzivecchi,[11] capostipite del ramo Martinengo Cesaresco.
- Bartolomeo II Martinengo (1425-1471), sposò Agnolina Avogadro e acquista il feudo di Villagana
- Tisbe Martinengo (1434-1471), nobildonna, sposò il condottiero Bartolomeo Colleoni[12][13], dando origine alla famiglia Martinengo-Colleoni.[14]
- Antonio Martinengo di Padernello (?-1473), condottiero, signore di Urago d'Oglio, Padernello, Quinzano d'Oglio.[15]
- Bernardino Martinengo (XV secolo), nobile, fece edificare il castello di Padernello.
- Gaspare Martinengo (?-1481), condottiero, signore di Urago d'Oglio, Orzinuovi e Pavone del Mella. Era genero di Bartolomeo Colleoni.[16] Diede vita al ramo dei Martinengo della Pallata.
- Bartolomeo III Martinengo (1487 - 1558/1559)
- Gianfrancesco Martinengo (?-1498) condottiero e primo conte di Barco[17]Ritratto di Fortunato Martinengo Cesaresco, 1542, National Gallery di Londra.

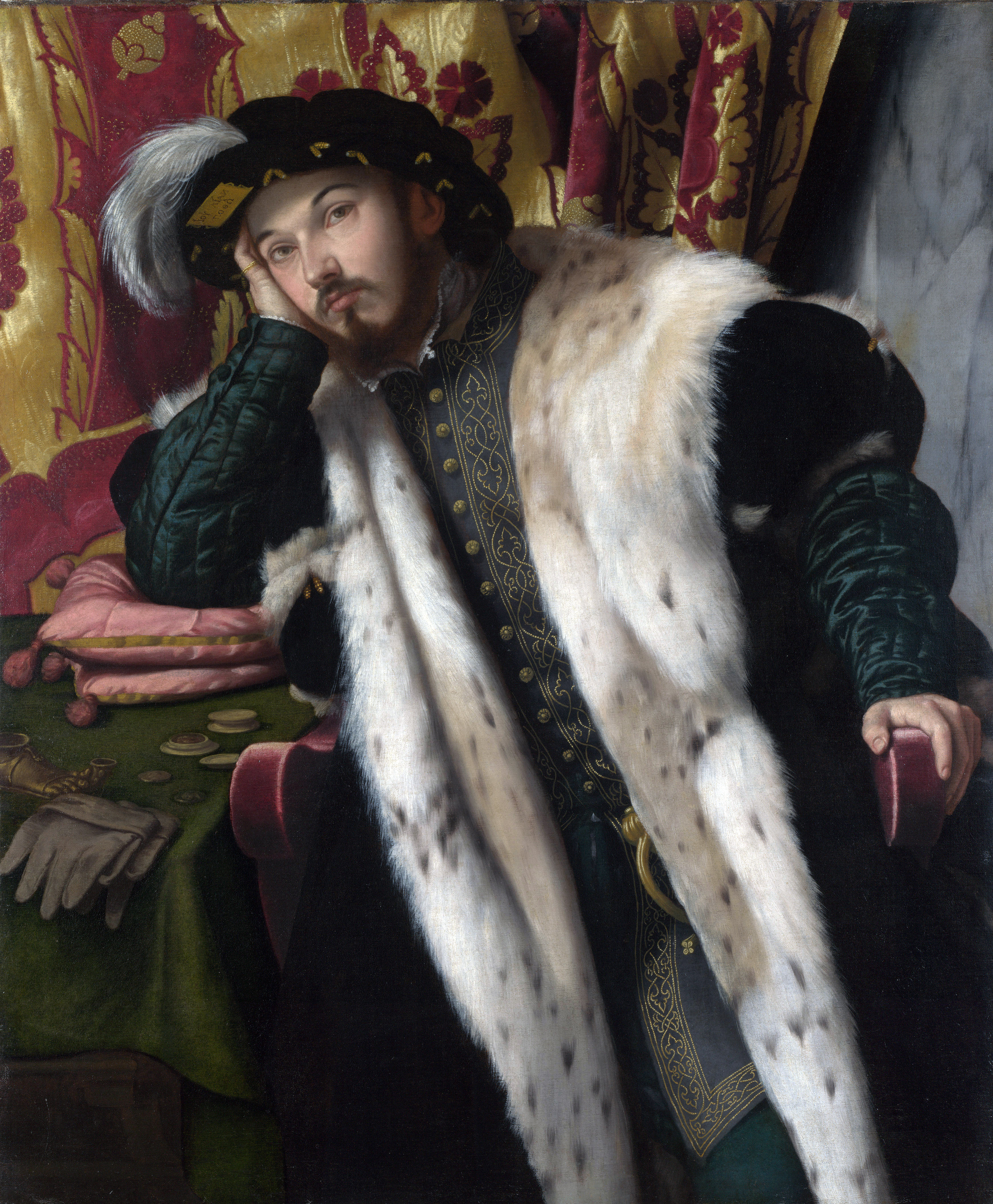
Ritratto di Fortunato Martinengo Cesaresco, 1542, National Gallery di Londra.

- Annibale Martinengo (?-1500), condottiero.[18]
- Camillo Martinengo (1492-1524), detto "il Contino", condottiero, del ramo di Barco[19]
- Cesare Martinengo di Cesaresco (1477-1527), condottiero, signore di Orzivecchi[20]
- Antonio II Martinengo di Padernello (1494-1528), condottiero.[21]
- Battista Martinengo delle Palle (?-1536), condottiero, signore di Urago d'Oglio.[22]
- Giorgio Martinengo (?-1546), condottiero.[23]
- Ercole Martinengo (?-1550), condottiero, governatore dell'Isola di Cipro.[24]
- Cesare Martinengo (?-1555), condottiero.[25]
- Lodovico Martinengo (?-?) nobile veneto.
- Girolamo Martinengo (1504-1569), ecclesiastico e diplomatico.
- Fortunato Martinengo Cesaresco (1512-1552), letterato.
- Girolamo Martinengo di Padernello (1519-1570), condottiero, governatore di Corfù e morto a Famagosta.[26]
- Celso Martinengo (1515-1557), umanista.
- Curzio Martinengo (1525-1606), condottiero.[27]
- Paola Martinengo delle Palle (?-1574), sposò Orazio Gonzaga, marchese di Solferino.
- Ulisse Martinengo (1545-1570), pastore calvinista.
- Marcantonio Martinengo (1545-1602 ca.), condottiero.[28]
- Nestore Martinengo da Barco (1547-1598), militare.
- Alessandro Martinengo Colleoni, militare e diplomatico.
- Francesco Martinengo Colleoni (1548-1621), militare e diplomatico.
- Giulio Cesare Martinengo, (1564-1613), compositore, Maestro Direttore della Serenissima Cappella Ducale di San Marco.
- Francesco Martinengo, (?-1620), vescovo di Nizza.
- Girolamo II Martinengo di Padernello (1575-1637), condottiero.
- Isabella Martinengo (1611-1708), sposò Carlo Gonzaga, principe di Castiglione e marchese di Solferino.
- Maria Maddalena Martinengo da Barco (1687-1737), religiosa cappuccina e proclamata beata.
- Gian Francesco Martinengo da Barco (1755-?), abate e benefattore.
- Giovanni Martinengo-Colleoni (1763-1832), militare e politico.
- Leopardo Martinengo di Villagana (1805-1884), senatore del Regno d'Italia.[29]
- Giovanni Martinengo di Villagana (1807-1867), senatore del Regno d'Italia.[30]
- Angelo Martinengo di Villagana (1833-1894), senatore del Regno d'Italia.
- Leopardo Martinengo da Barco (1805-1884), ultimo discendente della famiglia, lasciò nel 1887 il palazzo di famiglia al municipio di Brescia: vi sono raccolte numerose pitture provenienti da chiese e da privati, alle quali fu unita la pinacoteca lasciata al comune dal conte Paolo Tosio, nel 1906. Il complesso delle raccolte si chiamò Pinacoteca Tosio Martinengo.
- Alvise Martinengo (1522-1571), militare, morto alla fine dell'assedio di Famagosta.

## Dimore della famiglia

### Castelli
- Castello di Calepio
- Castello di Cavernago
- Castello di Malpaga
- Castello di Padernello
- Castello di Villachiara[31]
- Castello Martinengo da Barco[32] a Barco
- Castello di Pontevico (fino al 1127)
- Castello dei Martinengo di Martinengo

### Palazzi
- Palazzo Martinengo Cesaresco Novarino a Brescia[33]
- Palazzo Martinengo Cesaresco dell'Aquilone a Brescia
- Palazzo Martinengo Colleoni di Pianezza a Brescia
- Palazzo Martinengo della Motella a Brescia
- Palazzo Martinengo Palatini a Brescia
- Palazzo Martinengo di Padernello Salvadego a Brescia
- Palazzo Martinengo di Villagana a Brescia
- Palazzo Martinengo delle Palle a Brescia[34]
- Palazzo Martinengo da Barco a Brescia
- Palazzo Martinengo Colleoni di Malpaga a Brescia
- Palazzo Rampinelli già Martinengo a Brescia in Contrada Cossere 14
- Palazzo Martinengo di Villagana a Villagana
- Palazzo Terzi-Martinengo a Salò
- Residenza Martinengo da Barco a Villanuova
- Villa Martinengo Villagana a Sale Marasino

## Proprietà e possedimenti

### Epoca austriaca[35]

#### Martinengo da Barco Leopardo
- Monticelli d'Oglio 1922,28 pertiche
- Verolavecchia 717,53 pertiche

#### Martinengo Villagana Ferdinando, Teofilo, Venceslao
- Villachiara 2162,12 pertiche
- Corzano 1797,01 pertiche
- Gerolanuova 1511,01 pertiche
- Urago d'Oglio 1046,05 pertiche

#### Martinengo Villagana Clara
- Padernello 1092,71 pertiche
- Quinzanello 654,86 pertiche

#### Martinengo Colleoni Giuseppe
- San Zeno Naviglio 1270,46 pertiche

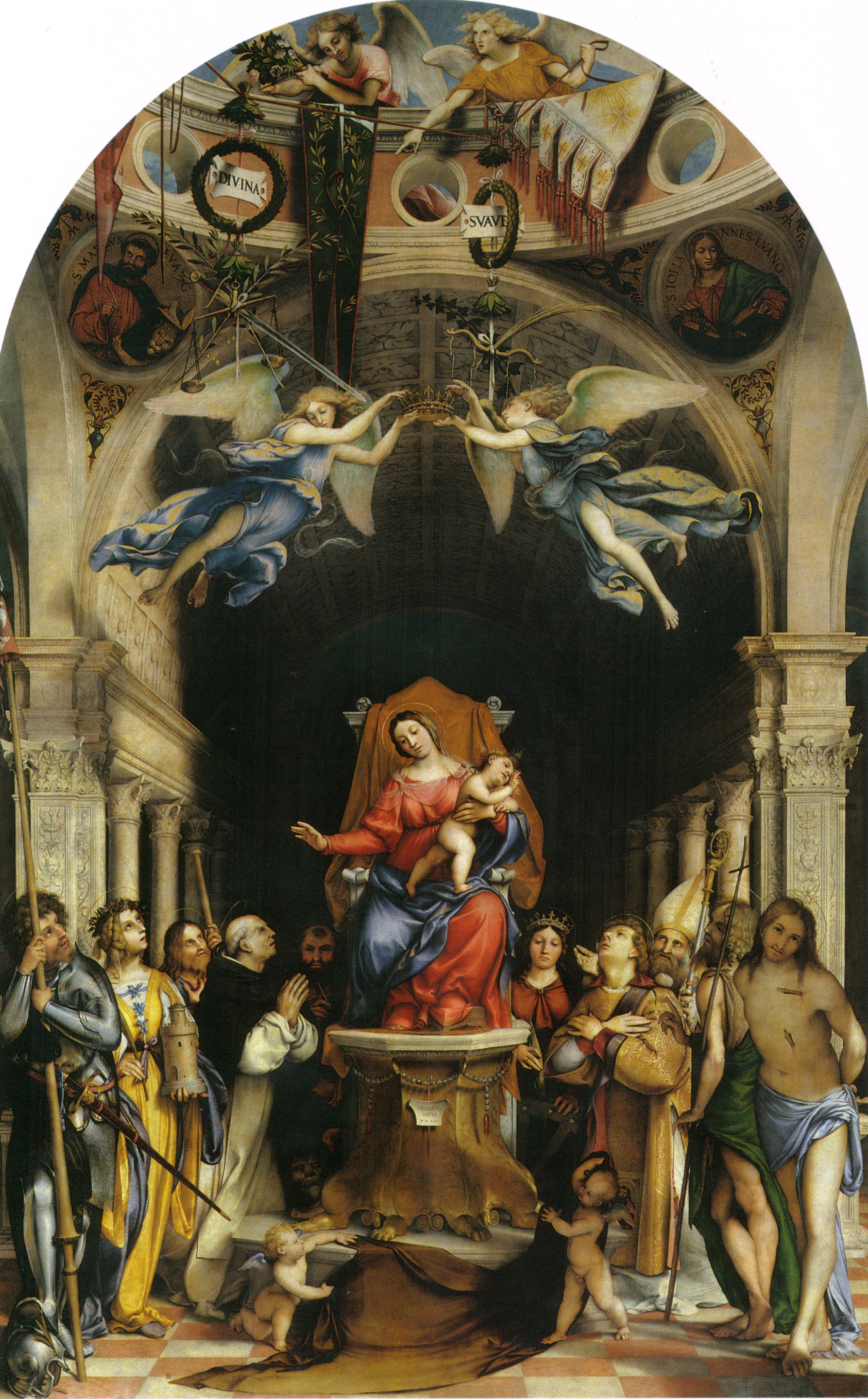
Pala Martinengo

#### Martinengo Colleoni Venceslao
- Milzano 2332,61 pertiche

#### Martinengo Palatini Maria Teresa
- Calcinato 284,62 pertiche

#### Martinengo Palatini Paola
- Poncarale 158,84 pertiche

## Opere d'arte
- Pala Martinengo, dipinto a olio su tavola di Lorenzo Lotto, databile al 1513-1516
- Mausoleo Martinengo, monumento funebre realizzato da Gasparo Cairano, Bernardino dalle Croci e probabilmente la bottega dei Sanmicheli, databile tra il 1503 e il 1518 e conservato nel museo di Santa Giulia a Brescia.